# Feijoada

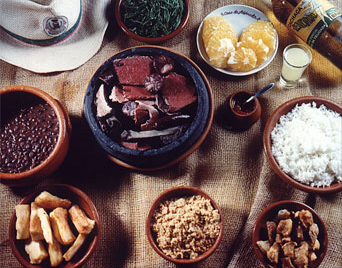
Składniki typowej feijoady

Feijoada (od port. feijão; wym. [fejʒuˈadɐ]) – gulasz z najczęściej czarnej, rzadziej czerwonej lub brązowej fasoli. 
Uważany za brazylijską potrawę narodową. Tzw. feijoada completa składa się z krewetek, fasoli oraz suszonego mięsa, wędzonych kiełbasek, ozorów, wieprzowych uszu i nóg, goździków, liści laurowych, pieprzu, czosnku i cebuli. Do tego serwowany jest ryż, farofa (prażona i zasmażana mąka z manioku), duszona couve mineira (albo – poza Brazylią, włoska lub pekińska kapusta) i plastry pomarańczy oraz pikantny sos z pieprzu (molho da pimenta).
Uboższa część społeczeństwa spożywa feijoadę jedynie z ryżem, fasolą i (jeśli dostępna) mocno soloną i suszoną wołowiną.
Historycy uważają ją za brazylijską wersję gulaszu pochodzącego z południowych krajów europejskich, takich jak Francja (cassoulet), Portugalia, Hiszpania czy Włochy. Poprzednikami brazylijskiej feijoady są tradycyjne portugalskie dania z fasolą i wieprzowiną (cozidos), np. z regionów Estremadury i Trás-os-Montes. Najwcześniejsze drukowane wzmianki o tej potrawie pojawiły się w połowie XIX wieku i odnoszą się do menu z wyższej klasy restauracji miejskich.